# HD 7732
HD 7732，又名BD+76 40，SAO 4376、HR 375，是一颗恒星，视星等为6.31，位于銀經124.54，銀緯14.79，其B1900.0坐标为赤經1h 11m 59.1s，赤緯+77° 14.79′ 31″。